# Kanton Dinan-Ouest
Der Kanton Dinan-Ouest war bis 2015 ein französischer Wahlkreis im Arrondissement Dinan, im Département Côtes-d’Armor und in der Region Bretagne; sein Hauptort war Dinan. Vertreter im Generalrat des Départements war von 2004 bis 2015 André Calistri (PS).

## Gemeinden
Der Kanton Dinan-Ouest umfasste einen Teil der Stadt Dinan und weitere zwölf Gemeinden:
| Gemeinde               | Bretonisch   | Einwohner (2022) | Fläche (km²) | Code postal | Code Insee |
| ---------------------- | ------------ | ---------------- | ------------ | ----------- | ---------- |
| Aucaleuc               | Oskaleg      | 953              | 6.38         | 22100       | 22003      |
| Bobital                | Bowidel      | 1.143            | 4.99         | 22100       | 22008      |
| Brusvily               | Bruzivili    | 1.155            | 11.83        | 22100       | 22021      |
| Calorguen              | Kerorgen     | 722              | 8.48         | 22100       | 22026      |
| Dinan (teilweise)      | Dinan        | 14.966           | (3.98)       | 22100       | 22050      |
| Le Hinglé              | An Hengleuz  | 912              | 3.37         | 22100       | 22082      |
| Plouër-sur-Rance       | Plouhern     | 3.423            | 19.89        | 22490       | 22213      |
| Quévert                | Kever        | 3.963            | 12.48        | 22100       | 22259      |
| Saint-Carné            | Sant-Karneg  | 1.140            | 8.36         | 22100       | 22280      |
| Saint-Samson-sur-Rance | Sant-Samzun  | 1.630            | 6.27         | 22100       | 22327      |
| Taden                  | Taden        | 2.599            | 20.13        | 22100       | 22339      |
| Trélivan               | Trelivan     | 2.875            | 11.10        | 22100       | 22364      |
| Trévron                | Treveron     | 681              | 9.60         | 22100       | 22380      |
| Kanton                 | Dinan-Kornôg | 25.736           | 126.86       | -           | 2212       |

## Bevölkerungsentwicklung
| 1990   | 1999   | 2006   | 2012   |
| ------ | ------ | ------ | ------ |
| 22.511 | 22.315 | 24.288 | 25.736 |